# Trnava pri Laborci
Trnava pri Laborci est un village de Slovaquie situé dans la région de Košice.

## Histoire
Première mention écrite du village en 1249.

## Démographie

### Évolution de la population
| Année:               | 1994. | 2004.   | 2014.    | 2024.   |
| -------------------- | ----- | ------- | -------- | ------- |
| Nombre de personnes: | 551   | 532     | 591      | 640     |
| Différence:          |       | -3,44 % | +11,09 % | +8,29 % |

| Année:               | 2023. | 2024.   |
| -------------------- | ----- | ------- |
| Nombre de personnes: | 636   | 640     |
| Différence:          |       | +0,62 % |

## Politique
| Nom                 | Parti politique | Date de l'élection | Fin du mandat |
| ------------------- | --------------- | ------------------ | ------------- |
| Gabriel Skus        | SNS             | 02.12.2006         | ?             |
| Pas de starosta élu | 0               | 16.01.2010         | Déc. 2010     |